# Čeremšanskij rajon
Il Čeremšanskij rajon (in russo Черемшанский район?, in tataro: Чирмешән районы) è un municipal'nyj rajon della Repubblica Autonoma del Tatarstan, in Russia. Istituito nel 1930, occupa una superficie di 1 364,3 chilometri quadrati, conta 18 371 abitanti ed è suddiviso in 18 comuni rurali. Il capoluogo è il villaggio di Čeremšan. 
Le risorse idriche sono rappresentate dai fiumi Šešma e Bol'šoj Čeremšan.